# Sosnów (Ukraina)
Sosnów (ukr. Соснів, Sosniw) – wieś na Ukrainie, w obwodzie tarnopolskim, w rejonie tarnopolskim, w hromadze Złotniki, nad rzeką Strypą. W 2001 roku liczyła 666 mieszkańców.
W II Rzeczypospolitej wieś w powiecie podhajeckim województwa tarnopolskiego.
W czasie okupacji niemieckiej polski mieszkaniec wsi Józef Iżakowski ukrywał w swoim gospodarstwie Żyda Chaima Akurę, za co w 1997 roku Instytut Jad Waszem uhonorował go tytułem Sprawiedliwego wśród Narodów Świata.
W 1944 r. nacjonaliści ukraińscy z OUN-UPA zamordowali tutaj 16 Polaków, paląc część polskich zagród.
Do 2020 w rejonie trembowelskim.